# 艾爾夫斯堡省
艾爾夫斯堡省（Älvsborgs län）是瑞典西部一個已裁撤的省份，首府位於維納什堡，存在時間為1634年至1997年。1998年1月1日，與斯卡拉堡省、哥德堡和布胡斯省合併為西約塔蘭省。

## 城市
- 阿靈索斯Alingsås
- 布羅斯Borås
- 特羅爾海坦 Trollhättan
- 烏爾里瑟港 Ulricehamn
- 維納什堡 Vänersborg
- 奧莫爾 Åmål